# Shipham
Shipham is een civil parish in het bestuurlijke gebied Sedgemoor, in het Engelse graafschap Somerset met 1087 inwoners.

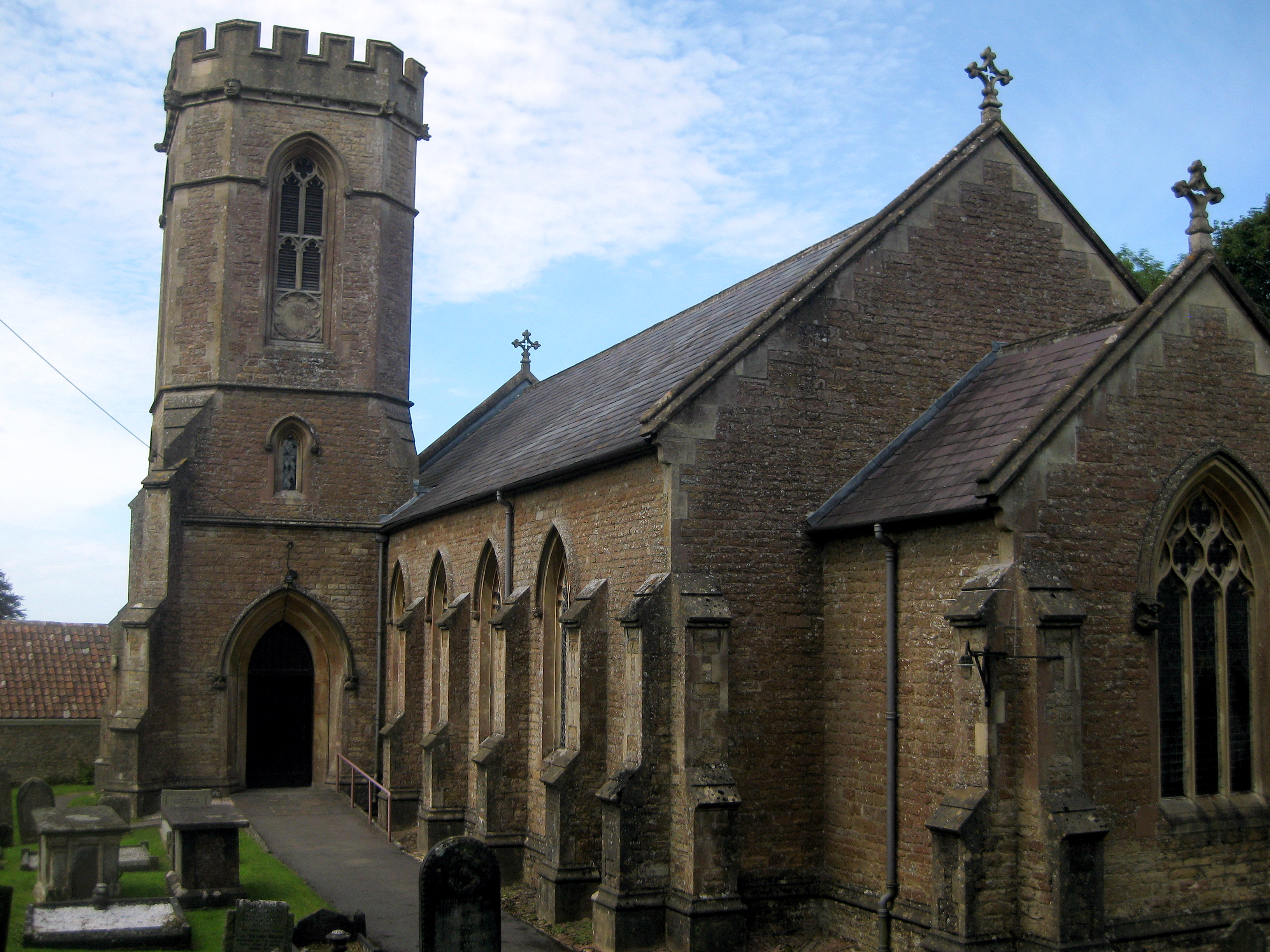
Kerk van St Leonard, Shipham